# Snow Day
Snow Day (titulada Día de pinta en México, Un día de nieve en Argentina y La fiesta de la nieve en España) es una película estadounidense de 2000 dirigida por Chris Koch. Está protagonizada por Mark Webber, Schuyler Fisk, Chris Elliott, Jean Smart, Zena Grey y Josh Peck. La película se estrenó el 11 de febrero de 2000 en Estados Unidos.

## Sinopsis
Cuando una escuela de Nueva York se llena de nieve, un grupo de estudiantes (Mark Webber y Schuyler Fisk) secuestra un tractor quitanieves para que la escuela se mantenga cerrada.

## Reparto
- Mark Webber – Hal Brandston
- Schuyler Fisk – Lane Leonard
- Chris Elliott – Roger “Viejo Quitanieves” Stubblefield
- Jean Smart – Laura Brandston
- Zena Grey – Natalie Brandston
- Josh Peck – Wayne Allworth